# Cupilco

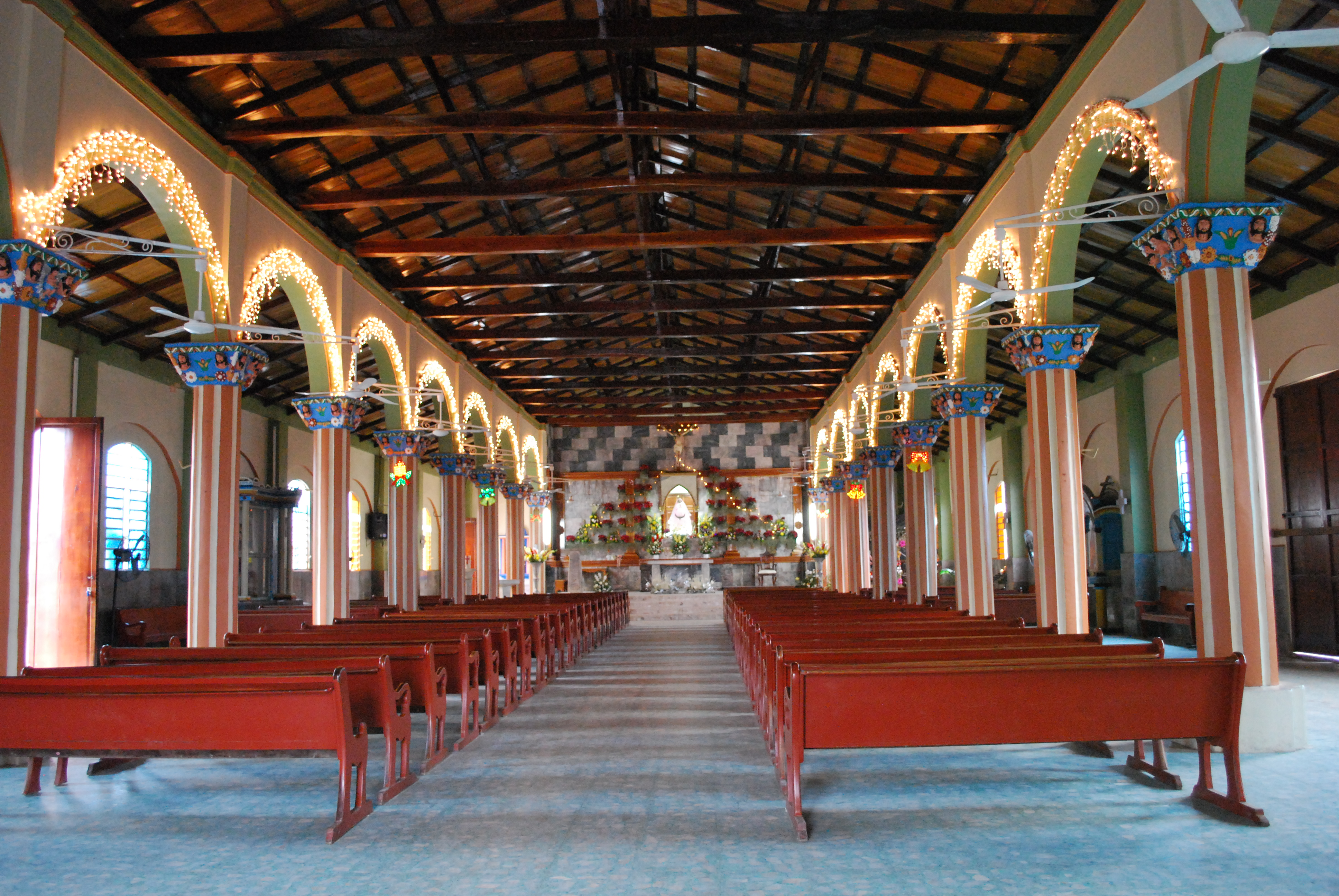
Interior de la iglesia.

Cupilco es una población de origen nahuatl (En el sitio aún existen hablantes del náhuatl mexicano)  ubicada en Comalcalco, en la región de la Chontalpa, en el estado mexicano de Tabasco.
Esta población ya existía desde antes de la llegada de los españoles al territorio que hoy es el estado de Tabasco, como se menciona en la "Historia Verdadera de la Conquista de la Nueva España" escrita por Bernal Díaz del Castillo, así como en la "Quinta Carta de Relación" de Hernán Cortés, quienes ya hablaban de una población llamada Cupilco o Copilcom (náhuatl) por la que atravesaron en su viaje a las Hibueras (Honduras) en 1525, y que servía de base militar para el control y comercio del cacao entre las áreas que hoy ocupan Tabasco y el Valle de México. 
El atractivo principal de esta población es la Iglesia y Santuario de la Asunción de María, una de las más famosas de Tabasco gracias a su llamativa policromía. Es comúnmente el símbolo de Tabasco en muchas exposiciones turísticas tanto nacionales como internacionales.
En la actualidad, los habitantes de Cupilco, así como investigadores a nivel nacional e internacional se han esmerado por continuar con preservar su historia y tradiciones religiosas a través de la construcción del Museo Comunitario de la Virgen de Cupilco, cuyo objetivo es constituir un lugar simbólico de conservación de la memoria y el sentido profundo de la religiosidad popular.

## Toponimia
El nombre de Cupilco proviene del nahuatl "Copil-co" de Copili, cierta pieza de vestido azteca propia de principales o caciques, y la terminación toponímica co, lo que se traduce como: "lugar de copilis". Y esque en las Cartas de Relación de Hernán Cortés, se menciona a Cupilco o Cupilcom como designado a una provincia o región que comprendía varias poblaciones.

## Historia
Cupilco fue una de las ocho provincias que integraban el cacicazgo maya chontal de Tabasco y era punto de intercambio comercial entre los pueblos del sureste, la península y las tierras altas, con el centro de Mesoamérica. En las crónicas de Hernán Cortés y de Bernal Díaz del Castillo, se menciona a Cupilco como una "provincia muy poblada".
La primera información que se tiene de la población de Cupilco lo vemos en las crónicas de Bernal Díaz del Castillo cuando narra en su Historia Verdadera de la Conquista de la Nueva España la expedición de Luis Marín realizada en marzo de 1524, cuando proveniente de la villa del Espíritu Santo (Coatzacoalcos), ingresó a Tabasco con el objetivo de conquistar la provincia de Chontalpa.

...anduvimos por unos pueblos de la Chontalpa que se dicen Guimango y Acaxuyxuyca o Nacaxuxuca y Teotitlán y Copilco, y pasamos otros pueblos...
Bernal Díaz del Castillo. Historia Verdadera de la Conquista de la Nueva España

Un mes después, en abril de 1524, la expedición de Rodrigo Rangel, también pasa por la Chontalpa con la idea de pacificar la provincia y en su viaje llegan a la población de Cupilco.

...fuimos con Rangél, sobre cien soldados de los de a caballo y a pie, y veintiséis vallesteros y escopeteros, y fuimos por Tonalá y Ayagualulco y Copilco y Zacualco y pasamos muchos ríos en canoas y balsas...
Bernal Díaz del Castillo. Historia Verdadera de la Conquista de la Nueva España

En 1525, en su viaje a las Hibueras (Honduras), Hernán Cortés, también pasa por Cupilco donde descansa y recibe bastimentos de parte de los habitantes, quienes inclusive le ayudan para construir varios puentes. El propio Cortés narra en su Quinta Carta de Relación como fue su paso por Cupilco:

...comencé mi camino por la costa hasta una provincia que se dice Cupilcom que está de aquella villa del Espíritu Santo hasta treinta y cinco leguas y tuvimos que pasar muchas ciénegas y ríos en los que se tuvo que hacer muchos puentes(...)Esta provincia de Cupilcom es abundosa de esta fruta que llaman cacao y de otros mantenimientos de la tierra y de mucha pesquería; hay  en ella diez o doce pueblos buenos, es tierra muy baja y de muchas ciénegas, tanto que en tiempo de invierno no se puede andar, y para pasarla se hicieron más de cincuenta puentes. La gente estaba algo pacífica, aunque temerosa por la poca conversación que habían tenido con los españoles. Con mi venida quedaron más seguros y sirvieron de buena voluntad...
Hernán Cortés. Cartas de Relación

Posteriormente, para el siglo XVI, se establecieron españoles en varias partes de lo que hoy es el estado de Tabasco, pero descuidaron la catequización de los pobladores haciendo preservar hasta la actualidad los idiomas nativos y la religiosidad.

### Aparición de la Virgen de Cupilco
En el año de 1638 se cree que apareció la Virgen de Nuestra Señora de la Asunción de María, en la playa de la Barra de Tupilco, Paraíso Tabasco, a un humilde grupo de pescadores, quienes se organizaron y dirigieron en peregrinación hasta su lugar de origen en el Poblado Ayapa, en el municipio de Jalpa de Méndez.
De acuerdo a la tradición oral, los pescadores la postraron en la iglesia de su comunidad, pero notaron que la imagen de la Virgen de Cupilco se movía hacia el norte cada noche por lo cual decidieron llevarla a las poblaciones de Jalpa de Méndez, Nacajuca, Cunduacán, Cárdenas y Chiltepec, entre muchos otros, pero la imagen de la Virgen continuaba moviéndose por las noches. Finalmente, la postraron en el pueblo de Cupilco y allí la imagen dejó de moverse, decidiendo los pobladores edificarle una ermita en su honor.

## Turismo

### Parroquia y Santuario La Asunción de María

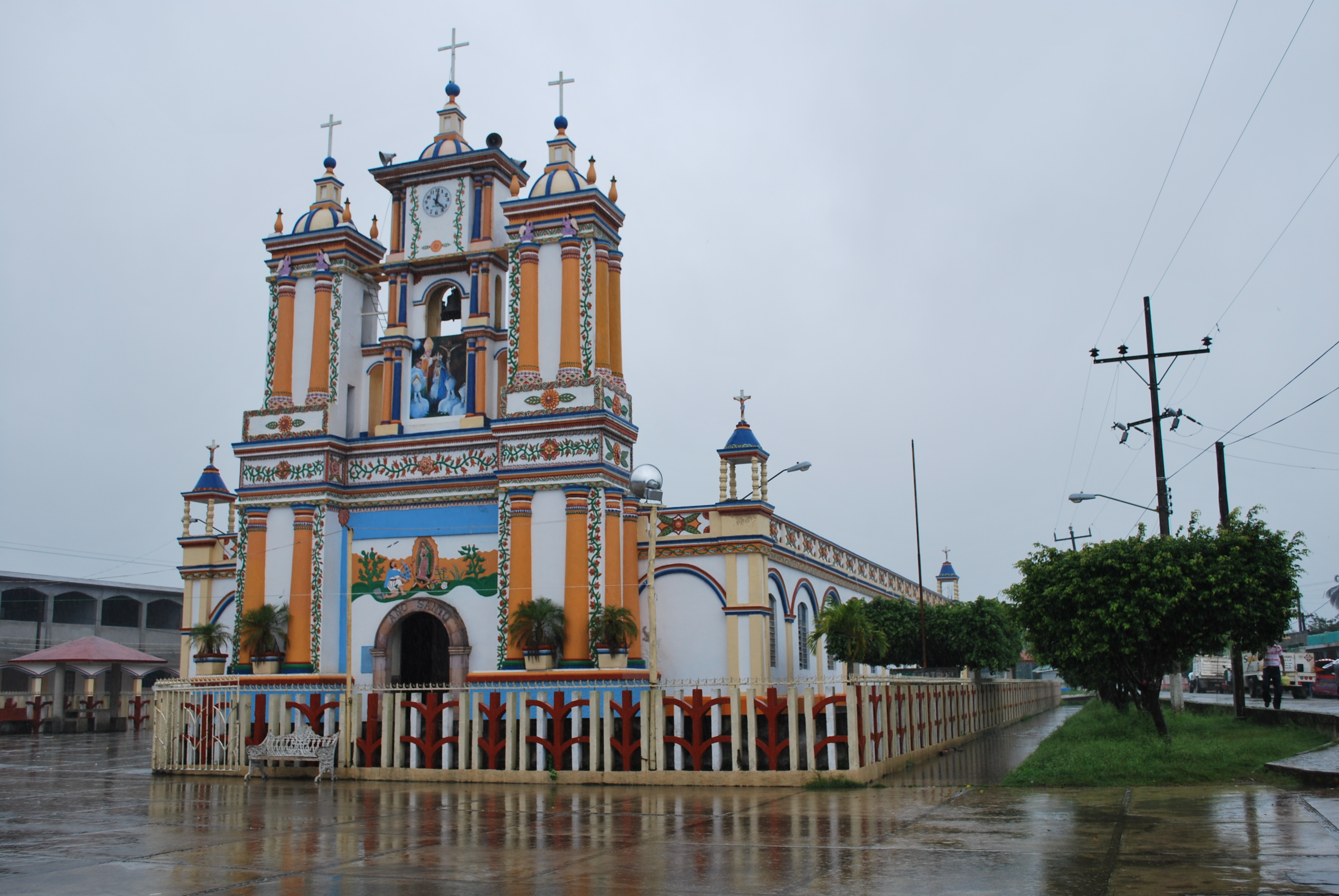
Iglesia de Cupilco

La Iglesia de la Asunción, o más conocida como Iglesia de Cupilco, fue construida posiblemente a principios del siglo XIX, bajo la tutela del maestro de obra Apolonio Hernández (†), proveniente del vecino municipio de Jalpa de Méndez, Tabasco. Esta iglesia de brillantes colores y ataviada decoración pertenece a aquellos templos que no fueron demolidos por la campaña antirreligiosa del gobernador Tomás Garrido Canabal, durante su mandato de 1919 a 1934.
El portal principal está flanqueado por torres, y éstas a su vez, por paramentos que alcanzan casi la misma altura del primer cuerpo de las torres. Estos paramentos muestran un arco ciego y un entablamento cuyo friso está decorado con elementos vegetales, y en los extremos, soportan una especie de baldaquino.
La portada está remetida y en el acceso presenta arco rebajado; arriba de éste, se encuentran dos escenas religiosas: la primera escena representa la aparición de la Virgen de Guadalupe a San Juan Diego; la segunda escena hace alusión a la coronación de la Virgen de Cupilco en 1990 como Patrona de Tabasco por el Papa Juan Pablo II.
El segundo cuerpo de la portada aloja cuatro nichos y sirve de soporte a la "espadaña" de un solo vano, rematada con elemento mixtilíneo que ostenta en su cúspide la escultura del Sagrado Corazón, flanqueada por angelitos. Como fondo de esta escultura, surge detrás un elemento rectangular que contiene el reloj público. Las torres son de dos cuerpos, rematadas con una cruz sobre perillón. Ambos cuerpos se adornan con motivos vegetales y columnas adosadas de fuste liso y capitel toscano.
Las fachadas laterales tienen decoración austera; presentan arcos ciegos con vanos al centro; el friso del entablamento se decora con motivos florales.
El interior es de planta basilical y sus tres naves se separan a través de columnas de fuste acanalado y capitel en forma de pirámide invertida con imágenes de la Santa Faz y del Niño Jesús. Dichas columnas soportan arcos de medio punto y la techumbre de tejas sobre mampostería de cedro. Sobresale el retablo principal de la Virgen de la Asunción.
En la parte trasera podemos encontrar la capilla del Santísimo Sacramento forrada en cantera y bancas modernas de madera.

### Museo Comunitario de la Virgen de Cupilco

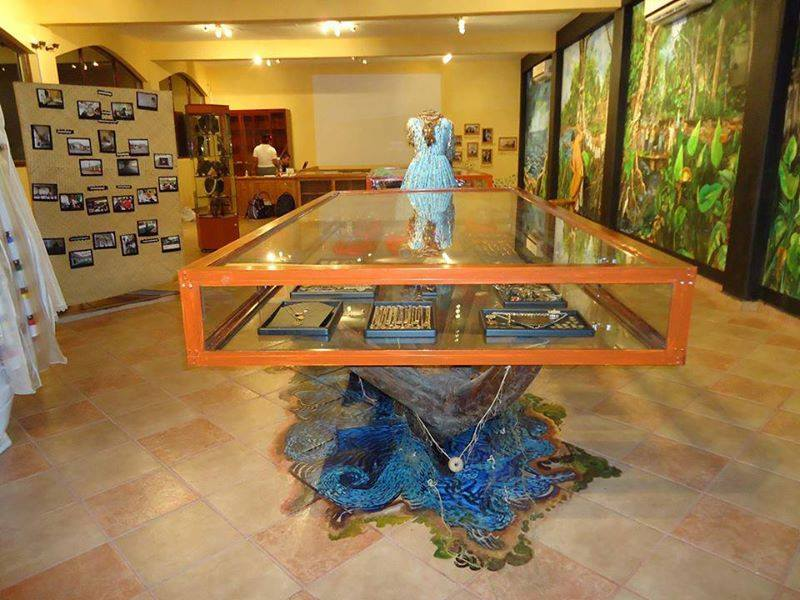
Interior del Museo Comunitario de la Virgen de Cupilco durante la noche.

El Museo Comunitario de la Virgen de Cupilco fue inaugurado el 1.º de junio del 2013 en el poblado de Cupilco. Es un proyecto realizado con el apoyo de la Parroquia y Santuario La Asunción de María, todos los habitantes de la comunidad, así como de investigadores voluntarios a nivel nacional e internacional. Así, el museo intenta unir la valorización del patrimonio religioso, histórico, cultural, etnográfico y social de los pueblos de Cupilco, Ayapa, Iquinuapa y sus alrededores con la reconstrucción de la historia oral del culto popular a la Virgen de la Asunción de María.
En su interior podemos encontrar una recopilación de objetos tanto etnográficos como de carácter religioso. Unos representan la vida cotidiana de los habitantes, las costumbres y trabajos. Su principal atractivo son los elementos devocionales tácitos de milagros y ofrendas, vestidos de la Virgen y el llamado tesoro de la Virgen. Además, el museo cuenta con una Biblioteca, un Archivo de la Palabra y Fototeca.

### Festividades

#### Celebración de la Santísima Virgen de la Asunción
Fiesta patronal en honor a la Virgen de Cupilco que cada año se celebra en la comunidad de Cupilco durante los meses de mayo y agosto. En el mes de mayo se festeja muy particularmente el 18 de mayo, mientras que en el mes de agosto son los días 15 y 25 los más celebrados por la comunidad.
Esta celebración fue realizada aún durante el periodo del gobernador Tomás Garrido Canabal. Por aquellos tiempos de la campaña antirreligiosa, anticlerical y anticatólica radical que sufrió el estado de Tabasco, los lugareños de Cupilco y sus perímetros, a escondidas celebraban esta histórica y tradicional fiesta patronal.

#### Feria de Cupilco
Fiesta popular celebrada todos los años en el marco de la Celebración de la Santísima Virgen de la Asunción, del 25 al 30 de agosto.

## Comunicaciones
Cupilco es atravesado por la carretera estatal pavimentada Villahermosa-Comalcalco. La comunidad se encuentra a solo 10 kilómetros al oriente de la ciudad de Comalcalco que es la cabecera del municipio, y a 40 km al poniente de la ciudad de Villahermosa.
Existe un proyecto para ampliar la carretera de Villahermosa-Nacajuca-Jalpa de Méndez-Ayapa-Cupilco-Comalcalco a 4 carriles como una autopista de 4 carriles, sin embargo es aplazado anualmente por recortes al presupuesto estatal.